# Niżnia Rzeżuchowa Kotlina

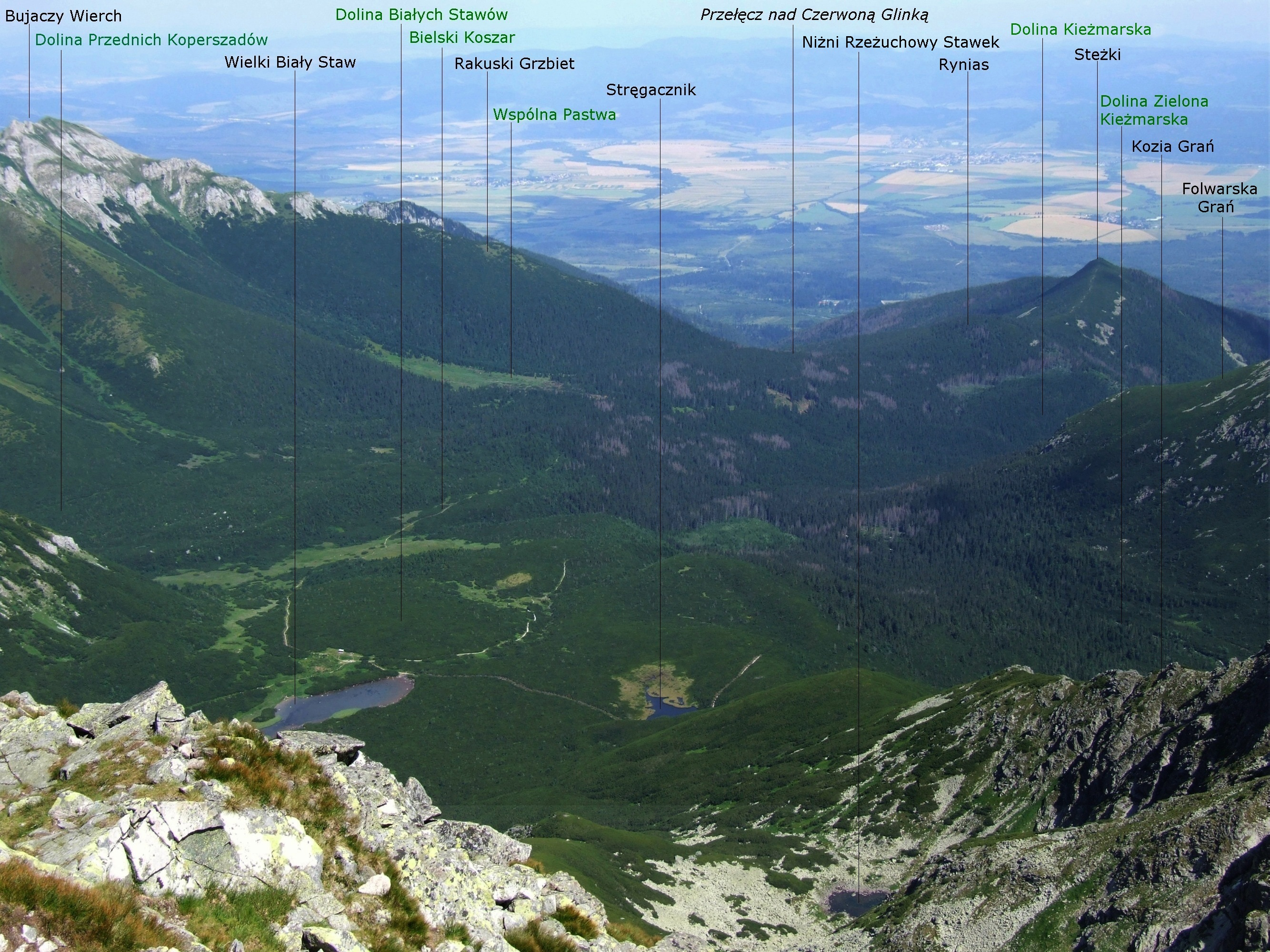
Widok z Jagnięcego Szczytu

Niżnia Rzeżuchowa Kotlina (niem. Unterer Gamskessel, słow. Nižná žeruchová kotlinka, węg. Alsó-Zerge-katlan) – niewielka kotlinka będąca środkowym piętrem Doliny Białych Stawów w słowackich Tatrach Wysokich. Znajduje się na południowej stronie tej doliny, u podnóża Zadniej i Skrajnej Rzeżuchowej Turni. Na dnie kotlinki znajduje się Niżni Rzeżuchowy Stawek.
Jest jedną z trzech kotlinek w Dolinie Białych Stawów: Pozostałe to: Wyżnia Rzeżuchowa Kotlina i kotlina Żółtego Stawku.